# نانتیکوک (پنسیلوانیا)
نانتیکوک (به انگلیسی: Nanticoke) شهری در ایالت پنسیلوانیا کشور ایالات متحده آمریکا است که جمعیت آن در سرشماری سال ۲۰۱۰ میلادی، ۱۰٬۴۶۵ نفر بوده‌است.